# Melanie Kok
Melanie Kok, född den 4 november 1983 i Thunder Bay i Kanada, är en kanadensisk roddare.
Hon tog OS-brons i lättvikts-dubbelsculler i samband med de olympiska roddtävlingarna 2008 i Peking.